# Agriocnemis palaeforma
Agriocnemis palaeforma é uma espécie de libelinha da família Coenagrionidae.
Pode ser encontrada nos seguintes países: Uganda e possivelmente em Camarões.
Os seus habitats naturais são: pântanos, marismas de água doce e marismas intermitentes de água doce.
Está ameaçada por perda de habitat.